# Karl Knauft

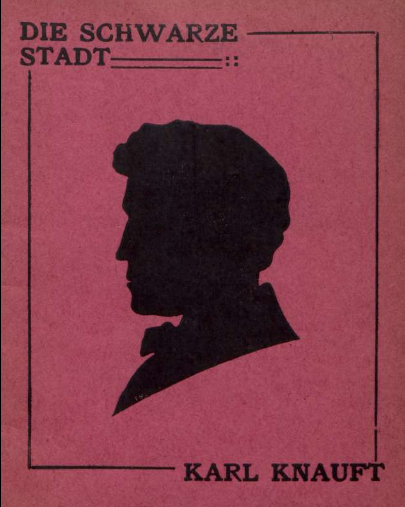
Karl Knauft: Scherenschnitt mit dem Konterfei des Künstlers (Titelbild Die schwarze Stadt von 1918) – das typische, von Knauft auf seinen Spruchpostkarten verwendete Motiv

Otto Karl Knauft (* 12. Januar 1887 in Magdeburg; † 31. August 1944 in Berlin) war ein deutscher Dichter, der Anfang des 20. Jahrhunderts hauptsächlich in Berlin und in der Eifel als Schriftsteller und Verleger tätig war. Über das Leben von Karl Knauft sind nur wenige gesicherte Informationen bekannt. Details seiner bezeugten Druckwerke lassen Verbindungen zu einflussreichen, kulturpolitisch bedeutsamen, literarischen und künstlerischen Berliner Kreisen sowie darüber hinaus erkennen.

## Leben
Karl Knauft wurde in Magdeburg geboren, war aber wohl zeitlebens Berlin verbunden. Während der Kriegsgefangenschaft im Camp Douglas und im Camp Knockaloe auf der Isle of Man begann er mit dem Schreiben von Gedichten, die er in dem Band Die schwarze Stadt sammelte. Laut Vorwort zum Roman Die Steinschneider hatte er sich bereits 1911 als Romanautor betätigt, somit noch vor seiner Internierungsphase (9. September 1914 bis 22. Februar 1919). In dieser Zeit der Abwesenheit von der Heimat verlor er seinen damaligen Besitz. Er trat bis spätestens 1923 als Begründer und Leiter der 'Literarischen Zirkel' Waidmannslust Hermsdorf und Berlin in Erscheinung.
Nach seiner Internierung wurde er in Deutschland wegen angeblichen Postscheckbetrugs des Hermsdorfer Postamts 1925 verhaftet, woraufhin ihm „Turmwartleser und Freunde der Karl-Knauft-Gemeinde“ öffentlich Solidarität und Unterstützung signalisierten.
Um 1930 zog er mit seiner Familie von Berlin nach Berndorf im Kreis Daun, vielleicht aus wirtschaftlicher Not angesichts von Weltwirtschaftskrise und Massenarbeitslosigkeit, möglicherweise aber bereits als künstlerisch Widerständiger und Kriegsgegner auf der Flucht vor erstarkenden völkisch-nationalen und nationalsozialistischen Kreisen. Die Eifel war zu jener Zeit bekannt durch die Tätigkeit des Eifelvereins und zog auch andere Dichter wie Alfred Andersch und Künstler wie Fritz von Wille in ihren Bann. Zur Familie Knauft gehörten seine Frau, die er am 18. März 1941 in Berlin heiratete, Ida Margarete (geborene Joppien), sein etwa sechsjähriger Sohn Fridolin und sein ungefähr 80-jähriger Vater Johann Wilhelm Ludwig Knauft, der um 1930 in Berndorf verstarb.
Während seiner Zeit in Berndorf gewann der evangelische Knauft die Herzen der lokalen Bevölkerung und integrierte sich in das Gemeinschaftsleben der katholischen Eifel. Seine Gedichte und Erzählungen sind oft inspiriert von lokalen Sagen und der landschaftlichen Schönheit der Eifel. Er sah sich mit den Dichtern der Weimarer Klassik verbunden und zitierte wiederholt Aphorismen beispielsweise von Goethe und Schiller. Das letzte Gedicht in Heimat, Seele, Liebe ist eine Hommage an Heinrich Heine und stellt ein fiktives Gespräch mit Heine dar.
Knauft betrieb in Berlin-Hermsdorf den Verlag der Turmwartgemeinde, firmierte aber später als Knauft-Verlag mit Buchhandlung, Der Turmwart. Ob der Verlag eine Umbenennung erfuhr, ob die Namensvariation auf getrennte Verlagseinheiten oder separate Gründungen hindeutet oder ob der Verlag rechtlich erloschen war und unter leicht verändertem Namen neu gegründet wurde, ist unklar. Seine in den 1920er und 1930er Jahren aktiven Verlage dienten vornehmlich, aber nicht ausschließlich, der Veröffentlichung eigener Werke. So verlegte er mitunter signierte Gedichte und Scherenschnitte auf Spruchpostkarten, um sich und seine Werke einem breiteren Publikum zugänglich zu machen. Eine von Knaufts Scherenschnittkarten – mit Autograph von 1930 versehen – verweist auf den Verlag Turmwart mit Sitz in Gerolstein. Spätestens 1932 betrieb er den Verlag der Gemeinschaft Deutscher Dichter und Denker in der Melanchthonstadt Bretten (Baden).
Trotz seiner künstlerischen Bemühungen blieben Reichweite und kommerzieller Erfolg begrenzt. Karl Knauft verließ Berndorf in den frühen 1930er Jahren. Danach verlieren sich seine Spuren.

## Werke

### Gesicherte Schriften
Ein substantieller Teil der Knauftschen Werke ist in Bibliotheken bzw. Bibliothekskatalogen bezeugt. Seine Bücher sind in Frakturschrift veröffentlicht worden.
- Die schwarze Stadt: Knockaloe vom Morgengrauen bis Mitternacht (1918, Knockaloe Camp-Druckerei, R. M. Conrad Kirchner)[11]: Knauft schuf ab September 1916 mit 48 Seiten den ersten, möglicherweise einzigen vollständigen Lyrik-Band unter den in Knockaloe internierten britischen Kriegsgefangenen, die ansonsten einzelne Gedichte über Rundschreiben kursieren ließen.[12] Im Vordergrund steht die mitunter schwierige Realität des täglichen Lagerlebens, die von Knauft nicht einfach zynisch dargestellt, sondern durchaus ironisch gebrochen wird. Der Band wurde zum hundertsten Gedenktag der Erstausgabe als Teil der historischen Drucke der Kriegsjahre 1914–1918, dank Förderung der Europäischen Kommission, durch die Staatsbibliothek Berlin neu digitalisiert und 2019 allgemein zugänglich gemacht.[13]
- Büßer des Schicksals: Novellen (Datum der Erstveröffentlichung unklar, belegt ist die Neuauflage (2. Auflage) von 1921 in unbekannter Auflagenstärke, Cassel, Edda-Verlag): Der Band mit 125 Seiten enthält sechs Novellen, zum Teil mitten aus dem bürgerlichen Leben, mit den Titeln: „Abend“, „Tränen“, „Schwester Nannette“, „Der alte Kühnel“, „Die tugendsame Canaille“ und „Verlorene Blätter“.[14]
- Heimat, Seele, Liebe: Ein Buch Gedichte (1923, Berlin-Hermsdorf, Verlag der Turmwartgemeinde): Ein Gedichtband mit 116 Seiten, der sich in den drei Abschnitten „Heimat“, „Seele“ und „Liebe“ mit Themen wie Heimatgefühl, Vaterlandsliebe und Schicksalsschlägen auseinandersetzt. Den Einband schmückte eine Zeichnung des Bühnenbildners und Filmarchitekten Alfred Junge. Die Gedichtesammlung mit einer Auflagenstärke von mindestens zweitausend Exemplaren belegt bislang den frühesten Platz unter den nachweisbaren Buchveröffentlichungen aus dem Knauft-eigenen Verlagswesen.[15]
- Und ich bin doch! Eine philosophische Betrachtung der Gegenwart mit einem Vorwort des Historikers und Freimaurers Gustav Diercks (1924, Berlin-Hermsdorf, Verlag der Turmwartgemeinde): Eine Sammlung persönlicher philosophischer Gedichte auf 81 Seiten, die die menschliche Widerstandskraft thematisieren. Die Sammlung wurde in einer Auflage von mindestens zweitausend Exemplaren verbreitet.[16]
- Die Steinschneider: Roman nach einer alten Familien-Chronik (1927, Berlin-Hermsdorf, Verlag Der Turmwart): Ein Roman in 11 Kapiteln, basierend auf einer alten Familienchronik, der das harte Leben der Steinschneider beschreibt. Das 262 Seiten starke Buch erschien in einem grünen Original-Halbleineneinband mit Goldprägung, erneut gestaltet von Alfred Junge. Von diesem Buch wurden bis zu viertausend Exemplare gedruckt. Im Vorwort beschreibt Knauft, wie er 1911 – möglicherweise im Rahmen einer Studienreise – im Londoner Hyde Park zum ersten Entwurf des Romans inspiriert worden sein will, dann aber durch Krieg und Haft an der Drucklegung der ersten Niederschrift gehindert wurde. Durch glückliche Fügung blieb ihm während der britischen Gefangenschaft, trotzdem er damals seinen Besitz verlor, der Verlust der ursprünglichen Manuskriptseiten erspart. Dieser Umstand gab ihm Gelegenheit zur Veröffentlichung nach vorheriger Revision des Manuskripts.
- Mater Eiflia. Ein Buch Gedichte und Geschichten aus der Eifel (1933, Bretten, Verlag der Gemeinschaft Deutscher Dichter und Denker): Knaufts prominenteste Sammlung von Gedichten und Geschichten, die das ländliche Leben und die Landschaft der Eifel thematisieren. Das 118 Seiten umfassende Buch ist illustriert durch mehrere Kunstdrucktafeln, gestaltet vom Kunstmaler Leopold Achtenhagen, und erschien in einer Auflage von mindestens dreitausend Exemplaren.

### Unsichere Schriften
Für einen Teil des Knauftschen Werks liegt bislang kein unabhängiger Beleg vor, so dass die Existenz der Werke allenfalls erschlossen bzw. nur anhand von Anzeigen innerhalb der Knauftschen Druckwerke selbst nachvollzogen werden kann (Selbstreferenz).
- Im Leben ergeht es uns wie dem Wanderer – Betrachtungen an Hand Schopenhauerscher Aphorismen zur Lebensweisheit, veröffentlicht (bis spätestens 1927) in Berlin-Hermsdorf, Verlag Der Turmwart.[17]
- Der Turmwart – Zeitschrift für Heimat und Menschentum (Monatsschrift; veröffentlicht zwischen 1920 und 1935), (nachweisbar für 1923[3], 1927[17] und 1933[18]).
- Irland!, laut Kürschners Deutscher Literatur-Kalender (1939) ein 1934 fertiggestelltes Schauspiel, verschollen, und nur durch Zitate auf Scherenschnitten mit Autographen von 1927 bzw. 1930 als Drama in 5 Akten nachzuweisen.[19]
- Das Fest und das große Glück der Bauern von Bretten im Jahre 1525 zur Zeit des Bauernkrieges. Das neue Brettener Heimatspiel in zwei Bildern und einem Vorspiel: Das vorbildliche Bretten inmitten des aufrührerischen Kraichgaus, verschollen, nur in Kürschners Deutscher Literatur-Kalender (1939) als 1938 fertiggestelltes Werk nachzuweisen.

### Gedichte (Auswahl)
- Sechs Gedichte, veröffentlicht 1928[20] in „'Wir Jungen'. Gedichte unserer Zeit. Eine Anthologie“ (S. 37–40)[21], herausgegeben in Heilbronn von Erich Kunter[22].
- Der Stein im Walde, ein Gedicht aus Mater Eiflia, das sich auf ein Sühnekreuz im Wald bei Berndorf in der Eifel bezieht. Es thematisiert die Geschichte des sogenannten Sellertkreuzes[23], das nach einer Sage an den Mord an einem gräflichen Rentmeister erinnert.[24] Der Täter, bekannt als der rote Schäfer von Kerpen, soll für den Mord gehängt worden sein. Knauft verarbeitete diese Sage literarisch, wobei das Gedicht die düstere Atmosphäre und die tragischen Ereignisse um das Kreuz beschreibt.
- Das Grab in der Eifel: Ein weiteres Gedicht aus Mater Eiflia, das die Gedanken und Gefühle Knaufts über das Grab seines Vaters in der Eifel widerspiegelt.
- Der Nagelschmied von Berndorf: Ein Gedicht über das Leben eines lokalen Handwerkers, ebenfalls aus Mater Eiflia.
- Vaterland, dir danke ich ist das Schlussgedicht der Anthologie. Es wurde für Singstimme und Klavier vertont.[25]

### Herausgeber-Tätigkeiten
- Gedichte: Des Lebens Kreis von Franz Hirschfeld, dem befreundeten Versicherungs- und Bankdirektor der Brandenburgischen Girozentrale in Berlin, veröffentlicht 1924 in Berlin-Hermsdorf, Verlag der Turmwartgemeinde.[26]
- Galerie der Größten: Künstlerporträts. In Worten gemalt, in Sprache gemeißelt von Wilhelm Wendlandt, veröffentlicht 1924 in Berlin-Hermsdorf, Verlag der Turmwartgemeinde.[27]
- Saitenspiel: Gedichte aus hellen und trüben Tagen von Hanns Edelmann, veröffentlicht 1932 in Bretten, Verlag der Gemeinschaft Deutscher Dichter und Denker.[28]
- All-Raunen fürs Leben. Ein Buch Gedichte mit einem Vorwort von Karl Knauft von Dietrich (genannt Dieter) Schöpwinkel, veröffentlicht 1932 in Bretten, Verlag der Gemeinschaft Deutscher Dichter und Denker.[29]

## Rezeption
Zu Lebzeiten wurden Karl Knaufts Werke durchaus in den Feuilletons besprochen:

„Ein Kranz von sechs (aber wirklich!) interessanten Novellen zum Teil aus dem bürgerlichen Leben unter dem Titel: "Abend", "Tränen", "Schwester Nanette" [sic], "Der alte Kühnel", "Die tugendsame Canaille" - die interessanteste von allen - und "Verlorene Blätter". Knauft, dem man es anmerkt, daß er menschlich fühlt, steigt bis in die äußersten Tiefen der gesellschaftlichen Moral. Das in eleganter Form und anziehender Sprache geschriebene Buch finde viele Leser.“

„Karl Knauft, der Herausgeber, ist eine tiefveranlagte philosophische Natur, der philosophische Themen, soweit sie die Ethik betreffen, in anschaulicher und lehrhafter Weise vorzutragen vermag, so daß man nicht nur angeregt und gefesselt, sondern auch innerlich gehoben wird. Man wird dabei innerlich stark, lebens- und kampfesmutig. ... Das Lesen in dieser Zeitschrift wirkt wie ein kühler Trunk an einer klaren Bergquelle nach einem Tagesmarsch in brennender Sommerszeit.“

Eine breitere Rezeption Karl Knaufts blieb aus, was möglicherweise auf die begrenzte Reichweite seiner Verlage zurückzuführen ist. So ist er in der heutigen Literaturwissenschaft bislang kaum präsent. In der Eifelregion wird er gelegentlich im Rahmen von regionalhistorischen Studien erwähnt und bei literarischen Veranstaltungen bis in die Gegenwart zitiert. Sein literarisches Erbe, insbesondere die seltenen, aber zugänglichen Werke wie Mater Eiflia, gilt als wichtige Dokumentation für die regionale Kulturgeschichte der Eifel und bezeugt die Lyrik der Eifeldichter im Deutschen Literaturkanon.
Knaufts gesamtes Werk ist heute eine Rarität, teils wegen der geringen Auflagenstärke und teils wegen der Zerstörungen des Zweiten Weltkriegs, die besonders Berlin und die Eifel hart trafen. Sein erster Lyrikband aus der Internierungszeit wurde erst kürzlich (2019) digital neu erschlossen.